# Friesenheim, Bas-Rhin
Friesenheim là một xã thuộc tỉnh Bas-Rhin trong vùng Grand Est đông bắc Pháp.